# Cheilosia zoltani
Cheilosia zoltani är en tvåvingeart som beskrevs av Barkalov och Peck 1989. Cheilosia zoltani ingår i släktet örtblomflugor, och familjen blomflugor.
Artens utbredningsområde är Mongoliet. Inga underarter finns listade i Catalogue of Life.